# Elatostema hastatum
Elatostema hastatum är en nässelväxtart som beskrevs av Adolph Daniel Edward Elmer. Elatostema hastatum ingår i släktet Elatostema och familjen nässelväxter. Inga underarter finns listade i Catalogue of Life.